# Ramlösa vattentorn

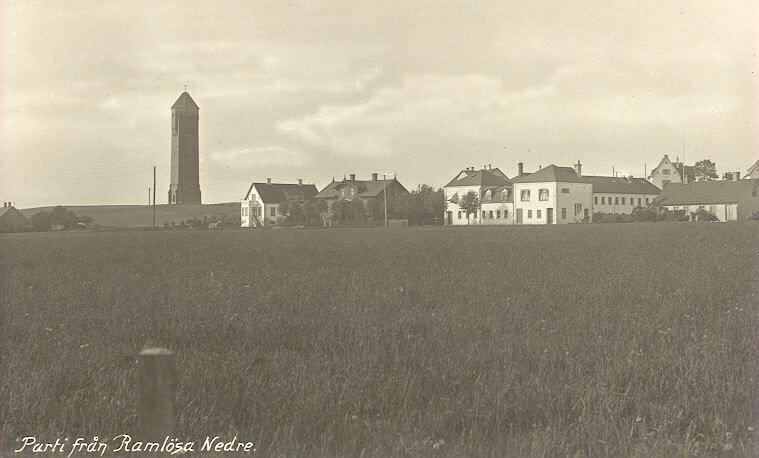
Nedre Ramlösa med Ramlösa vattentorn till vänster.

Ramlösa vattentorn, eller Raus vattentorn, var ett vattentorn i Ramlösa utanför Helsingborg. Det ritades av den kända Malmöarkitekten August Ewe
och byggdes 1916 av AB Sana i Malmö.
Vattentornet, som liksom Råå vattentorn var byggt i rött tegel, var bara i drift under knappt ett år. Det hämtade sitt vatten från det lokala vattenverket.
När Raus plantering inkorporerades med Helsingborg 1918 ville man inte pumpa ut det starkt järnhaltiga vattnet i stadens rörnät utan rening. Det ansågs emellertid för dyrbart att rena vattnet så vattentornet togs ur drift. Det fick dock stå kvar till 1965 då det revs i samband med att bostadsområdet Elineberg byggdes ut.